# Landă

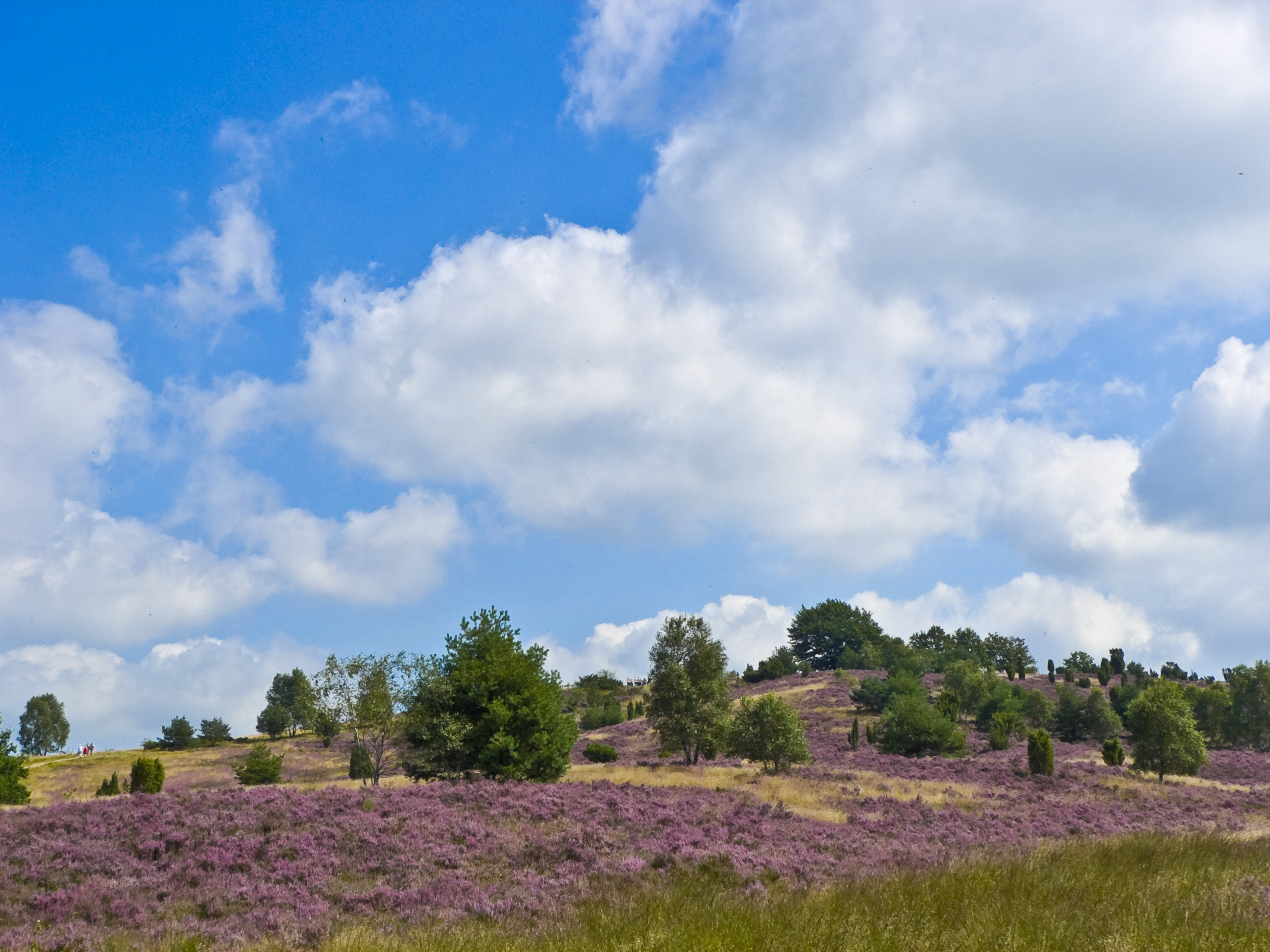

Landa, numită și land (fr. lande = bărăgan, câmpie aridă), este o formațiune vegetală din zona temperată răspândită pe țărmul european al Oceanului Atlantic (Irlanda, Anglia, nordul Franței, Belgia, Olanda, Danemarca, țărmul Mării Baltice, vestul Scandinaviei), formată din subarbuști, arbuști, ierburile sempervirescente, apărute în urma degradării pădurilor de stejar datorită intervenției unor factori naturali (exces de permeabilitate sau impermeabilitate a apei, incendii) sau artificiali (defrișări etc.). Condițiile climatice în care se dezvoltă această vegetație se caracterizează prin ierni blânde și veri umede. Amplitudinea termică anuală nu depășește +10 - +18°C. Precipitațiile sunt dispuse uniform în timpul anului, iar umiditatea atmosferică este sporită și prin influența oceanului din apropiere. Landele sunt legate de soluri sărace cu un orizont superficial de materie organică ce trece într-un humus brut cu caracter net acid, numit uneori mor. Solurile mobile create pe substrat nisipos datorită spălării humusului  ajung la  procese   de   podzolire   intensivă. Landele au suferit în mod deosebit intervenția omului. Ele se mai păstrează în stare naturală numai acolo unde vânturile nu au permis plantarea arborilor. În rest, cultura arborilor, în special a rășinoaselor, pășunatul sau incendierea pentru obținerea de noi terenuri agricole, au dus la distrugerea asociațiilor primare de ericacee, care  constituie landele. Aceste formațiuni vegetale sunt alcătuite în principal din tufișuri sempervirescente reprezentate în principal de ericacee, afin, iarbă neagră (Erica tetralix) și fabacee arbustive - drobița (Genista anglica), Ulex.
Landele sunt larg răspândite în întreaga lume, dar dispar rapid și sunt considerate un habitat rar în Europa. Acestea formează comunități extinse și extrem de diversificate în Australia în zone umede și sub-umede, unde sunt necesare regimuri de incendiu cu ardere recurentă pentru întreținerea zonelor.

## Galerie

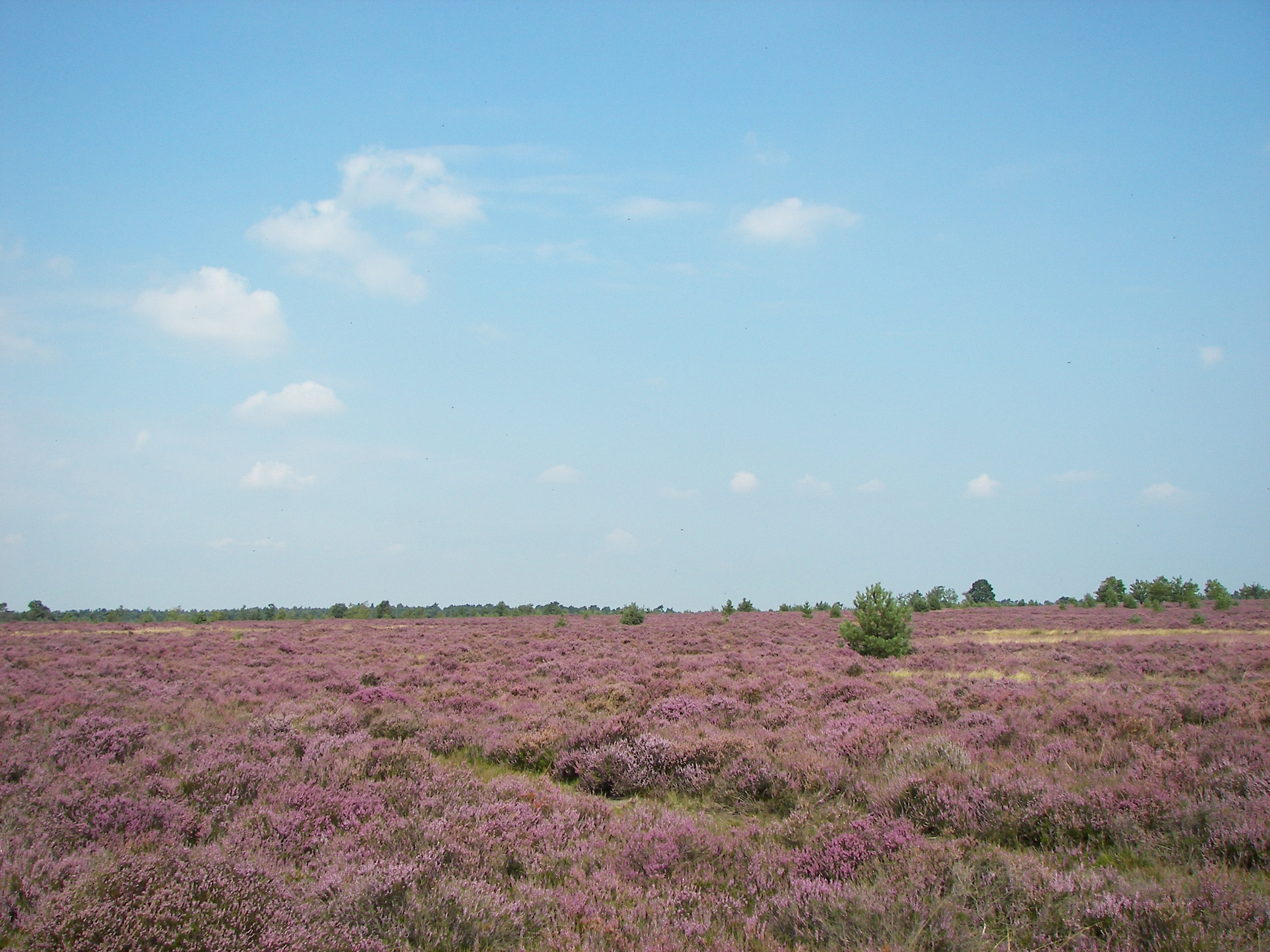
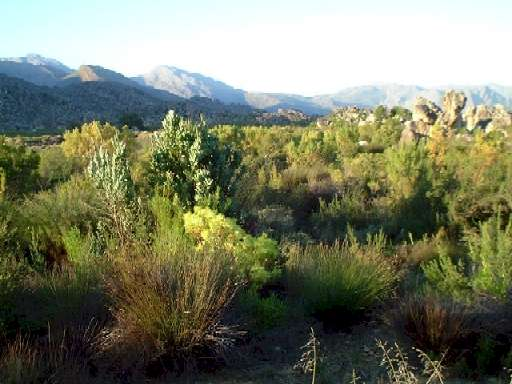
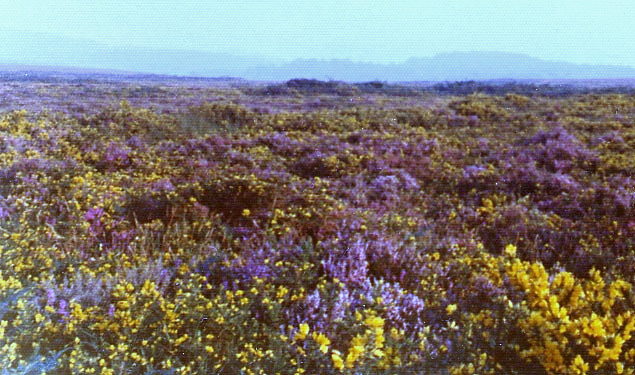
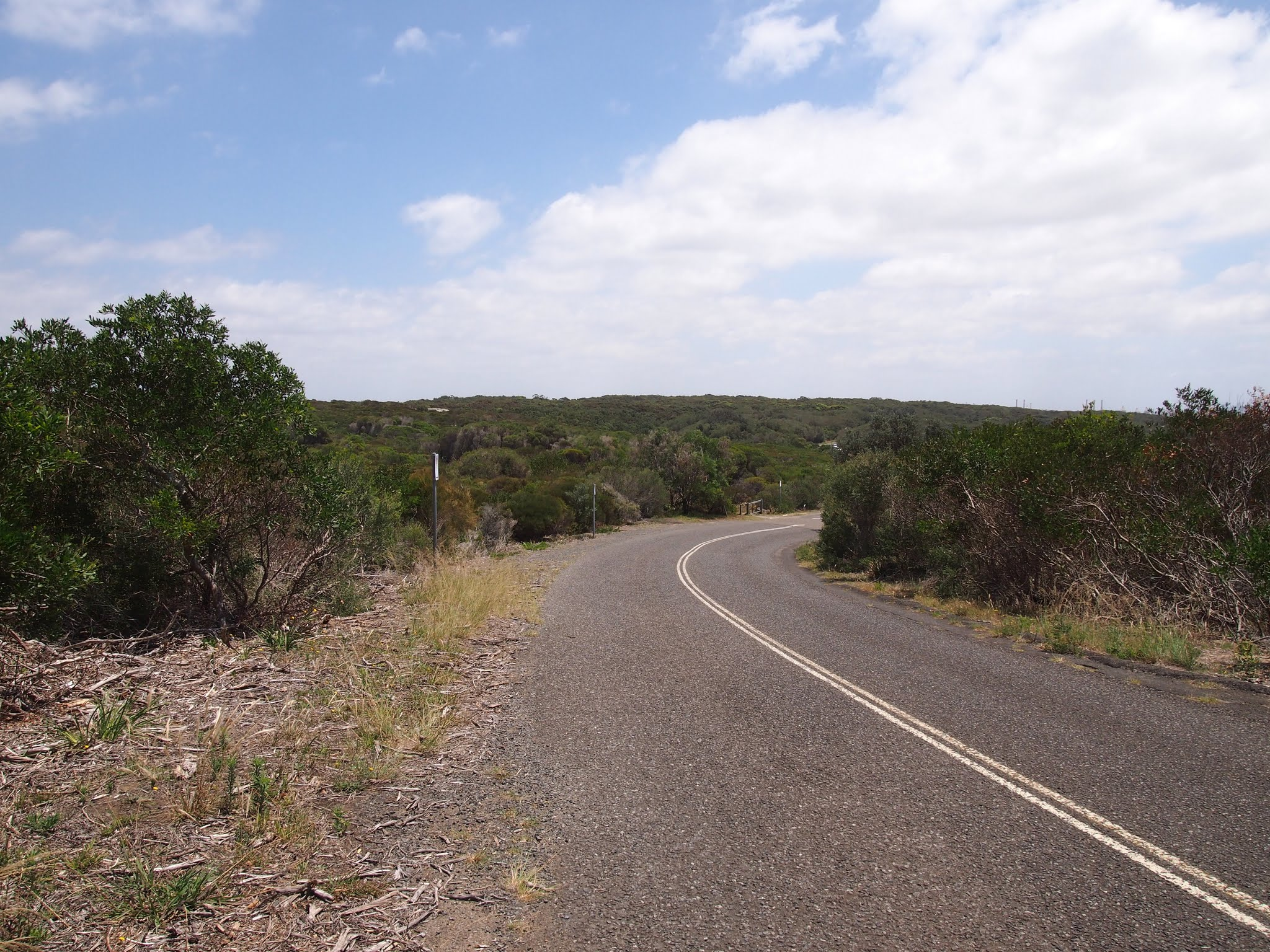

## Legături externe
- en The Countryside Agency information on types of open land